# محوطه دان چار
محوطه دان چار مربوط به هزاره سوم قبل از میلاد است و در شهرستان سرباز، بخش پیشین، دهستان پیشین، ۲۰۰ متری جنوب روستای کشاری واقع شده و این اثر در تاریخ ۲۷ اسفند ۱۳۸۷ با شمارهٔ ثبت ۲۶۴۹۶ به‌عنوان یکی از آثار ملی ایران به ثبت رسیده است.